# Doddakambali, Bangarapet
Doddakambali là một làng thuộc tehsil Bangarapet, huyện Kolar, bang Karnataka, Ấn Độ.